# 欣比里斯山
欣比里斯山是索馬利亞官方的最高点，但實質由索馬利蘭統治，海拔2,460（8,071英尺）。该山位于马里北部的马多山脉萨纳格州。SRTM的数据显示该峰常被使用的高度2,410米，比真实高度稍低。